# Stiftung Drachensee
Die Stiftung Drachensee ist eine deutsche Stiftung mit Sitz in Kiel, die Angebote für Menschen mit und ohne Behinderungen bereitstellt. Sie wird von einem hauptamtlichen Vorstand und einen ehrenamtlichen Stiftungsrat geleitet.

## Geschichte
Nach der systematischen Erfassung und Ermordung von Menschen mit Behinderungen während der Zeit des Nationalsozialismus, wurden die überlebenden und neugeborenen Menschen mit Behinderungen auch nach dem Zweiten Weltkrieg weiter als „Schwachsinnige“ abgewertet und in Anstalten oder Psychiatrien von der Außenwelt isoliert und verwahrt. In Kiel meldeten sich erstmals 1954 Eltern von Kindern mit Behinderungen zu Wort, weil es keine adäquate Unterstützung und Betreuung gab. Später entwickelten sich an vielen Orten Deutschlands ähnliche Elterninitiativen, auf deren Basis sich die heutige Bundesvereinigung Lebenshilfe e.V. gründete, der sich die Stiftung Drachensee eng verbunden fühlt. In der schleswig-holsteinischen Landeshauptstadt Kiel führte dies zu einem ersten Betreuungsangebot, dem Jugendheim am Schützenpark. Mit dem Älterwerden der Kinder, wurde 1961 mit dem Jugendhof Hammer die erste Werkstattgruppe für Jugendliche mit Behinderungen geschaffen. In Form einer Ausgründung der Landeshauptstadt Kiel, entstand dann im Jahr 1969 der „Verein zur Förderung geistig behinderter Kinder, Jugendlicher und Erwachsener e.V.“, aus dem später die heutige Stiftung Drachensee hervorging. 1975 wurde am Hauptstandort in der Hamburger Chaussee die Werkstatt am Drachensee gebaut und es wurden erste Wohnhäuser bezogen. Der erste eigene Neubau eines Wohnhauses wurde 1984 fertiggestellt. Mit der Zeit kamen weitere Werkstattstandorte und Wohnhäuser hinzu. Im Zuge dieser Veränderungen gründete der Verein im Jahr 1994 in eine gemeinnützige GmbH. Im Jahr 2004 wurde dann die Stiftung Drachensee geschaffen. In dieser Stiftung gingen der Verein und die gemeinnützige GmbH auf.

## Struktur
Die Stiftung gliedert sich in die Bereiche Arbeit und Bildung, Soziale Teilhabe und Verwaltung.

### Werkstatt am Drachensee

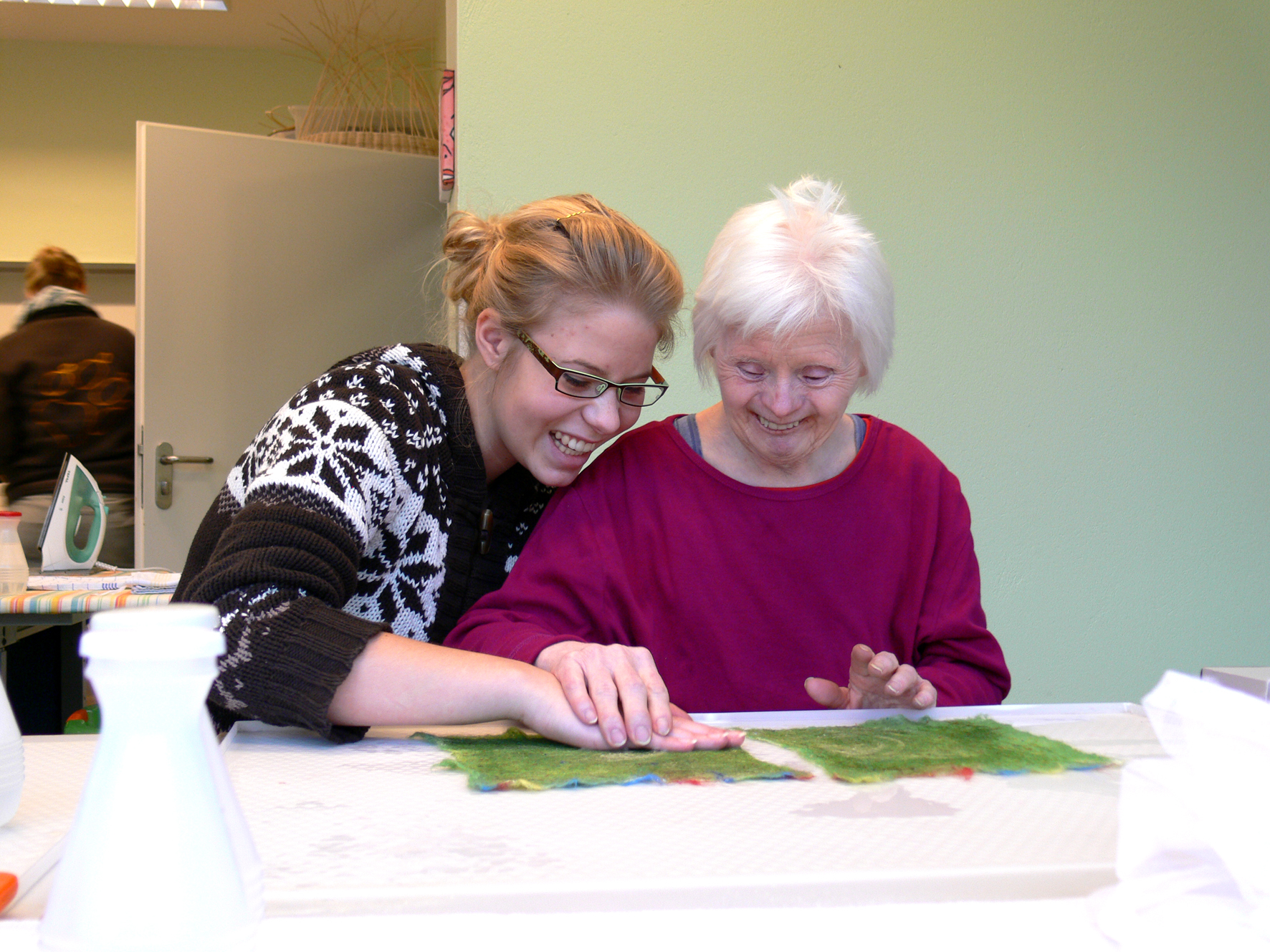
Gemeinsames Arbeiten in der Werkstatt am Drachensee

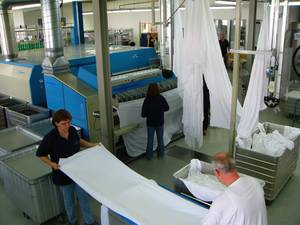
Textilpflege der Werkstatt am Drachensee

Die Werkstatt am Drachensee bietet 630 Werkstattplätze an drei Standorten. Nicht alle Werkstattplätze befinden sich bei der Stiftung Drachensee. In mehr als 30 Unternehmen des allgemeinen Arbeitsmarktes im Kieler Stadtgebiet und im Umland befinden sich mehrere Außenarbeitsgruppen und rund 70 einzelne Außenarbeitsplätze. Unter anderem betreibt die Stiftung  eine Kantine für das Ministerium für Wirtschaft, Arbeit, Verkehr und Technologie des Landes Schleswig-Holstein. Die Stiftung Drachensee schließt mit den Mitarbeitenden mit Behinderungen schriftliche Werkstattverträge ab. Mit dem Vertrag begründet sich ein arbeitnehmerähnliches Rechtsverhältnis. Mithilfe einer internen Teilhabeplanung und eines eigenen Dokumentationssystems werden die individuellen Ziele und Lernschritte gemeinsam mit dem Menschen mit Behinderungen vereinbart, dokumentiert und zyklisch weiterentwickelt. In internen Audits wird die Teilhabeplanung regelmäßig überprüft.

### Berufliche Bildung
In einem dreimonatigen Eingangsverfahren der beruflichen Bildung wird zunächst erprobt, ob sich eine Werkstatt als Einrichtung zur Teilhabe am Arbeitsleben eignet. Im sich anschließenden Berufsbildungsbereich werden Menschen mit Behinderungen fachlich qualifiziert und sie können ihre Interessen und Kompetenzen in verschiedenen Werkstattbereichen ausprobieren. Die Teilnahme dauert 24 Monate und wird mit einem Zertifikat abgeschlossen. Ein Fachdienst zur betrieblichen Integration begleitet die Mitarbeitenden auf den Außenarbeitsplätzen. Neben der Betreuung und Begleitung geht es dabei wesentlich um das Ziel eines gesicherten Übergangs in den allgemeinen Arbeitsmarkt. Um auch Menschen mit Schwerstmehrfachbehinderungen ein Unterstützungs- und Betreuungsangebot zu bieten und Angehörige zu entlasten, bietet die Stiftung Drachensee mit Anfang des Jahres 2013 eine Tagesförderstätte an.

### Wohnen

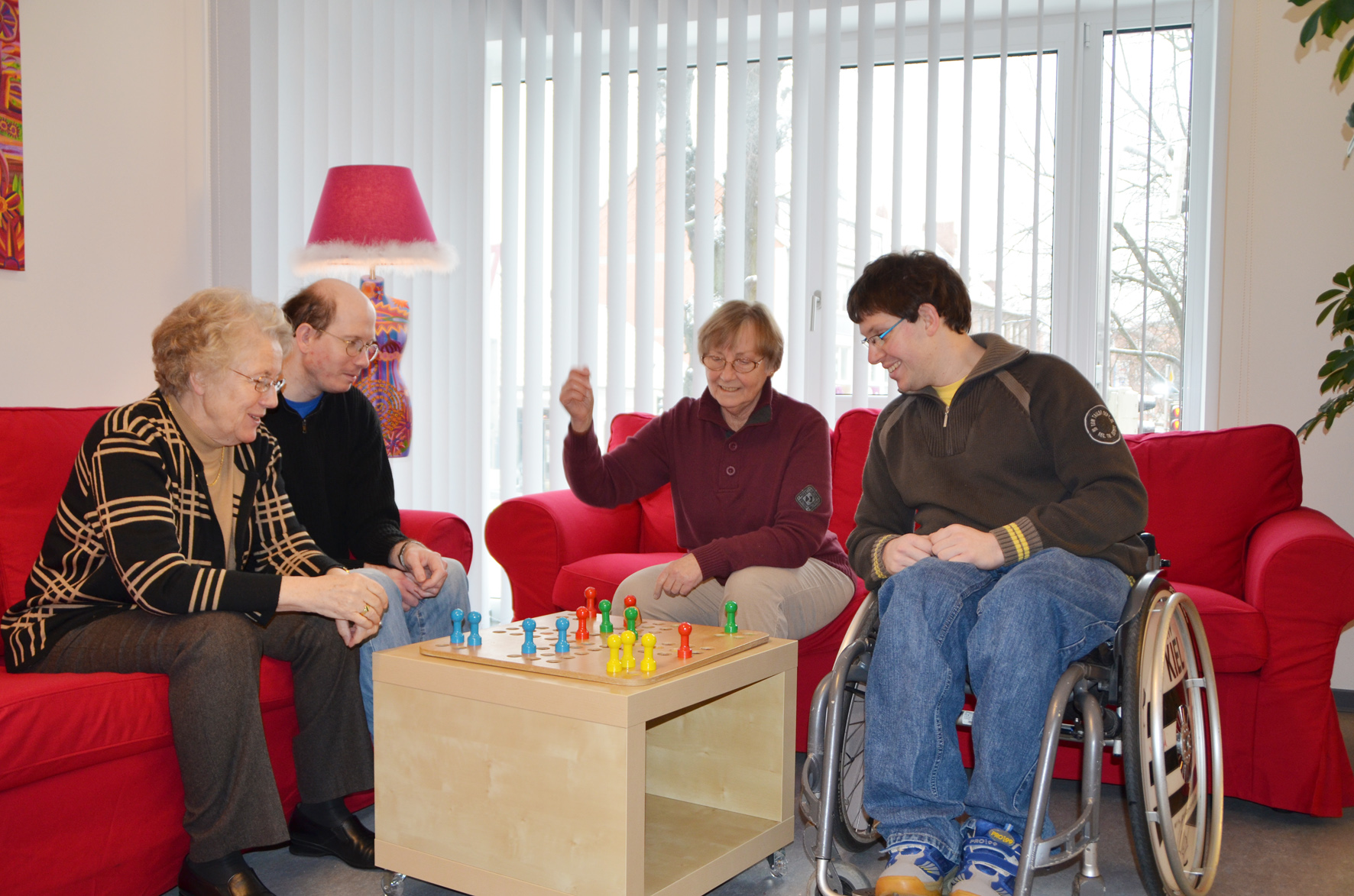
Gemeinsames Wohnen von Menschen mit und ohne Behinderungen in Kiel

In elf Wohnhäusern stehen insgesamt 198 Wohnplätze zur Verfügung. Die Wohnhäuser sind unterschiedlich groß und dezentral im Kieler Stadtgebiet und dem Umland verortet. Im Sinne der Stiftung Drachensee heißt Wohnen für alle Menschen, zu Hause zu sein. Dies bedeutet auch für Menschen mit Behinderungen, möglichst viel Selbstbestimmung und Selbstständigkeit im Alltag zu erleben. Um zeitgemäßes Wohnen mit anderen zu realisieren, haben die Stiftung Drachensee und die La Vida Stiftung gemeinsam ein Pilotprojekt in der Kieler Innenstadt initiiert. In jeweils eigenen Wohnungen leben Senioren und Menschen mit Behinderungen in Nachbarschaft in einem gemeinsamen Haus.
Weitere Wohnangebote der Stiftung Drachensee befinden sich in neuen inklusiven Wohnquartieren der Landeshauptstadt Kiel wie dem Anscharpark und dem Hof Hammer.

### Ambulante Angebote
Mit ambulanten Angeboten werden rund 400 Menschen mit Behinderungen und deren Familien unterstützt. Damit Menschen mit Behinderungen in einer eigenen Wohnung leben können, stellt die Stiftung Drachensee individuelle Unterstützungsleistungen bei alltagspraktischen Tätigkeiten zur Verfügung. Hauptanliegen ist „die Förderung und Stabilisierung der individuellen Handlungsfähigkeit, damit so Selbstverwirklichung und Teilhabe gelingen“. Zudem bietet die Stiftung Drachensee einen pädagogischen Fachdienst, die Offenen Hilfen Kiel (OHK) mit flexiblen Unterstützungsleistungen für Kinder, Jugendliche und Erwachsene. Dazu gehören die Schulbegleitung, familienunterstützende Dienste oder Fahrten in die Ferien. Außerdem sind die Offenen Hilfen Kiel Träger von Betreuten Grundschulen sowie Offenen Ganztagsschulen an Grundschulen und Förderzentren (Ellerbeker Schule, Lilli-Nielsen-Schule, Grundschule Wellsee).
Zur Stiftung Drachensee gehören mehrere Tochtergesellschaften, die Integrationsbetriebe TransFair GmbH und Kabeltechnik Kiel sowie die IIB2 Beratung. Bildung. Arbeit. gemeinnützige GmbH und Beteiligungen an anderen Organisationen.

## Mitbestimmung und Teilhabeziel
Mit dem Satz „Nicht über uns ohne uns“  bringen die Menschen mit Behinderungen ihren Mitbestimmungsgedanken zum Ausdruck.
Für die Mitarbeitenden in den Werkstätten besteht ein Werkstattrat auf Grundlage der Werkstätten-Mitwirkungsverordnung. Auch ein Wohnbeirat für die Bewohner besteht bei der Stiftung Drachensee seit langer Zeit, während die gesetzliche Verpflichtung dazu erst 2011 erlassen wurde. Beide Gremien sind selbstorganisiert und können bei Bedarf auf Assistenzleistungen zugreifen. Zudem existiert ein Angehörigenbeirat, der die Angehörigen und gesetzlichen Betreuer vertritt.
Ziel ist es, „Abhängigkeiten zu minimieren und Menschen mit Behinderungen darin zu unterstützen, ihr Leben in ihrem Stadtteil, am Arbeitsplatz und in ihrer Freizeit selbstständig zu führen“. Insgesamt sollen Bedingungen für eine gleichberechtigte Teilhabe am Leben in der Gesellschaft geschaffen werden.

## Vernetzungen und Aktivitäten im Gemeinwesen
Das Institut für Inklusive Bildung ging aus einem Leuchtturmprojekt der Stiftung Drachensee hervor. Gründer des Instituts ist Jan Wulf-Schnabel. Im Institut für Inklusive Bildung werden Menschen mit Behinderungen zu Bildungsfachkräften qualifiziert, damit sie an Fachschulen und Hochschulen ihre Expertise in eigener Sache vermitteln können. Dadurch führen Menschen mit Behinderungen selbst reguläre Bildungsangebote über die Lebenswelten und spezifische Bedarfe von Menschen mit Behinderungen durch. In Schleswig-Holstein sind die Bildungsfachkräfte unter anderem an der Christian-Albrechts-Universität zu Kiel, der Europa-Universität Flensburg, der Fachhochschule Kiel, an der Fachhochschule für Verwaltung und Dienstleistung Altenholz und am Institut für Qualitätsentwicklung an Schulen Schleswig-Holstein tätig. Dort führen sie Seminare durch, damit Studierende, Lehrkräfte, Fach- und Führungspersonen Kenntnisse über Menschen mit Behinderungen aus erster Hand erhalten. Als qualifizierte Bildungsfachkräfte wechselten sie aus einer Werkstatt für behinderte Menschen auf existenzsichere Arbeitsplätze an der Christian-Albrechts-Universität zu Kiel. Damit schafft das Institut weltweit erstmals Arbeitsplätze für Menschen, die als geistig behindert gelten, in der universitären Welt. Seit Januar 2022 ist das Institut für Inklusive Bildung eine zentrale Einrichtung der Christian-Albrechts-Universität zu Kiel. Geschäftsführerin ist Gesa Kobs.
Auf dem Gelände der Werkstatt am Drachensee finden alljährlich im Frühjahr ein Blumenmarkt und im Winter vor dem ersten Advent ein Weihnachtsbasar statt. Seit 1992 bietet die Stiftung Drachensee in Zusammenarbeit mit der Volkshochschule Kiel einen integrativen Malkurs für Menschen mit und ohne Behinderungen. Im Werftparktheater Kiel beteiligt sich die Stiftung Drachensee am Integrativen Theater. Um das Thema Inklusion in der Öffentlichkeit voranzubringen, nehmen Menschen mit Behinderungen der Stiftung Drachensee am jährlichen Krach-Mach-Tach teil, dessen Initiator der schleswig-holsteinischen Landesbeauftragte für Menschen mit Behinderung ist.